# Quionis d'Esparta
Quionis d'Esparta (Chionis, Χιόνις) fou un atleta espartà que va obtenir la victòria als jocs olímpics en quatre successives olimpíades, quatre vegades en proves d'estadi i tres en aparells.
Destacà com a saltador. Segons sembla, el 656 aC assolí un rècord de 7 metres i 5 centímetres en salt de longitud. També destacà en triple salt (15,85 metres).